# فاطمة عبد الله المال
فاطمة عبد الله المال قاضية قطرية في مجلس القضاء الأعلى. كانت واحدة من أوائل القاضيات في قطر ، وأول قطرية تعمل كقاضية جنائية ، وهي واحدة من عدد قليل من النساء اللواتي يعملن كقاضية جنائية في جامعة الدول العربية.

## السيرة الذاتية
حصلت فاطمة المال على شهادتي البكالوريوس والماجستير في القانون من جامعة قطر في الدوحة. كان والدها مدعيًا عامًا وشجعها على الاهتمام بالقانون منذ صغرها ، بينما شجعتها والدتها ، وهي معلمة ، على متابعة تعليمها الجامعي. أكملت تدريبها القضائي لمدة ثلاث سنوات في عام 2015 وأدت اليمين كأول قاضية جنائية قطرية في عام 2015.  منذ تعيينها ، تم تعيين ست نساء أخريات قاضيات في قطر. 